# 1590
Portal Geschichte | Portal Biografien | Aktuelle Ereignisse | Jahreskalender | Tagesartikel

◄ |
15. Jahrhundert |
16. Jahrhundert
| 17. Jahrhundert | ►

◄ |
1560er |
1570er |
1580er |
1590er
| 1600er | 1610er | 1620er | ►

◄◄ |
◄ |
1586 |
1587 |
1588 |
1589 |
1590
| 1591 | 1592 | 1593 | 1594 | ► | ►►
Staatsoberhäupter  · Nekrolog   · Musikjahr
| Januar | Januar | Januar | Januar | Januar | Januar | Januar | Januar |
| Kw     | Mo     | Di     | Mi     | Do     | Fr     | Sa     | So     |
| 1      | 1      | 2      | 3      | 4      | 5      | 6      | 7      |
| 2      | 8      | 9      | 10     | 11     | 12     | 13     | 14     |
| 3      | 15     | 16     | 17     | 18     | 19     | 20     | 21     |
| 4      | 22     | 23     | 24     | 25     | 26     | 27     | 28     |
| 5      | 29     | 30     | 31     |        |        |        |        |
| ------ | ------ | ------ | ------ | ------ | ------ | ------ | ------ |

| Februar | Februar | Februar | Februar | Februar | Februar | Februar | Februar |
| Kw      | Mo      | Di      | Mi      | Do      | Fr      | Sa      | So      |
| 5       |         |         |         | 1       | 2       | 3       | 4       |
| 6       | 5       | 6       | 7       | 8       | 9       | 10      | 11      |
| 7       | 12      | 13      | 14      | 15      | 16      | 17      | 18      |
| 8       | 19      | 20      | 21      | 22      | 23      | 24      | 25      |
| 9       | 26      | 27      | 28      |         |         |         |         |
| ------- | ------- | ------- | ------- | ------- | ------- | ------- | ------- |

| März | März | März | März | März | März | März | März |
| Kw   | Mo   | Di   | Mi   | Do   | Fr   | Sa   | So   |
| 9    |      |      |      | 1    | 2    | 3    | 4    |
| 10   | 5    | 6    | 7    | 8    | 9    | 10   | 11   |
| 11   | 12   | 13   | 14   | 15   | 16   | 17   | 18   |
| 12   | 19   | 20   | 21   | 22   | 23   | 24   | 25   |
| 13   | 26   | 27   | 28   | 29   | 30   | 31   |      |
| ---- | ---- | ---- | ---- | ---- | ---- | ---- | ---- |

| April | April | April | April | April | April | April | April |
| Kw    | Mo    | Di    | Mi    | Do    | Fr    | Sa    | So    |
| 13    |       |       |       |       |       |       | 1     |
| 14    | 2     | 3     | 4     | 5     | 6     | 7     | 8     |
| 15    | 9     | 10    | 11    | 12    | 13    | 14    | 15    |
| 16    | 16    | 17    | 18    | 19    | 20    | 21    | 22    |
| 17    | 23    | 24    | 25    | 26    | 27    | 28    | 29    |
| 18    | 30    |       |       |       |       |       |       |
| ----- | ----- | ----- | ----- | ----- | ----- | ----- | ----- |

| Mai | Mai | Mai | Mai | Mai | Mai | Mai | Mai |
| Kw  | Mo  | Di  | Mi  | Do  | Fr  | Sa  | So  |
| 18  |     | 1   | 2   | 3   | 4   | 5   | 6   |
| 19  | 7   | 8   | 9   | 10  | 11  | 12  | 13  |
| 20  | 14  | 15  | 16  | 17  | 18  | 19  | 20  |
| 21  | 21  | 22  | 23  | 24  | 25  | 26  | 27  |
| 22  | 28  | 29  | 30  | 31  |     |     |     |
| --- | --- | --- | --- | --- | --- | --- | --- |

| Juni | Juni | Juni | Juni | Juni | Juni | Juni | Juni |
| Kw   | Mo   | Di   | Mi   | Do   | Fr   | Sa   | So   |
| 22   |      |      |      |      | 1    | 2    | 3    |
| 23   | 4    | 5    | 6    | 7    | 8    | 9    | 10   |
| 24   | 11   | 12   | 13   | 14   | 15   | 16   | 17   |
| 25   | 18   | 19   | 20   | 21   | 22   | 23   | 24   |
| 26   | 25   | 26   | 27   | 28   | 29   | 30   |      |
| ---- | ---- | ---- | ---- | ---- | ---- | ---- | ---- |

| Juli | Juli | Juli | Juli | Juli | Juli | Juli | Juli |
| Kw   | Mo   | Di   | Mi   | Do   | Fr   | Sa   | So   |
| 26   |      |      |      |      |      |      | 1    |
| 27   | 2    | 3    | 4    | 5    | 6    | 7    | 8    |
| 28   | 9    | 10   | 11   | 12   | 13   | 14   | 15   |
| 29   | 16   | 17   | 18   | 19   | 20   | 21   | 22   |
| 30   | 23   | 24   | 25   | 26   | 27   | 28   | 29   |
| 31   | 30   | 31   |      |      |      |      |      |
| ---- | ---- | ---- | ---- | ---- | ---- | ---- | ---- |

| August | August | August | August | August | August | August | August |
| Kw     | Mo     | Di     | Mi     | Do     | Fr     | Sa     | So     |
| 31     |        |        | 1      | 2      | 3      | 4      | 5      |
| 32     | 6      | 7      | 8      | 9      | 10     | 11     | 12     |
| 33     | 13     | 14     | 15     | 16     | 17     | 18     | 19     |
| 34     | 20     | 21     | 22     | 23     | 24     | 25     | 26     |
| 35     | 27     | 28     | 29     | 30     | 31     |        |        |
| ------ | ------ | ------ | ------ | ------ | ------ | ------ | ------ |

| September | September | September | September | September | September | September | September |
| Kw        | Mo        | Di        | Mi        | Do        | Fr        | Sa        | So        |
| 35        |           |           |           |           |           | 1         | 2         |
| 36        | 3         | 4         | 5         | 6         | 7         | 8         | 9         |
| 37        | 10        | 11        | 12        | 13        | 14        | 15        | 16        |
| 38        | 17        | 18        | 19        | 20        | 21        | 22        | 23        |
| 39        | 24        | 25        | 26        | 27        | 28        | 29        | 30        |
| --------- | --------- | --------- | --------- | --------- | --------- | --------- | --------- |

| Oktober | Oktober | Oktober | Oktober | Oktober | Oktober | Oktober | Oktober |
| Kw      | Mo      | Di      | Mi      | Do      | Fr      | Sa      | So      |
| 40      | 1       | 2       | 3       | 4       | 5       | 6       | 7       |
| 41      | 8       | 9       | 10      | 11      | 12      | 13      | 14      |
| 42      | 15      | 16      | 17      | 18      | 19      | 20      | 21      |
| 43      | 22      | 23      | 24      | 25      | 26      | 27      | 28      |
| 44      | 29      | 30      | 31      |         |         |         |         |
| ------- | ------- | ------- | ------- | ------- | ------- | ------- | ------- |

| November | November | November | November | November | November | November | November |
| Kw       | Mo       | Di       | Mi       | Do       | Fr       | Sa       | So       |
| 44       |          |          |          | 1        | 2        | 3        | 4        |
| 45       | 5        | 6        | 7        | 8        | 9        | 10       | 11       |
| 46       | 12       | 13       | 14       | 15       | 16       | 17       | 18       |
| 47       | 19       | 20       | 21       | 22       | 23       | 24       | 25       |
| 48       | 26       | 27       | 28       | 29       | 30       |          |          |
| -------- | -------- | -------- | -------- | -------- | -------- | -------- | -------- |

| Dezember | Dezember | Dezember | Dezember | Dezember | Dezember | Dezember | Dezember |
| Kw       | Mo       | Di       | Mi       | Do       | Fr       | Sa       | So       |
| 48       |          |          |          |          |          | 1        | 2        |
| 49       | 3        | 4        | 5        | 6        | 7        | 8        | 9        |
| 50       | 10       | 11       | 12       | 13       | 14       | 15       | 16       |
| 51       | 17       | 18       | 19       | 20       | 21       | 22       | 23       |
| 52       | 24       | 25       | 26       | 27       | 28       | 29       | 30       |
| 1        | 31       |          |          |          |          |          |          |
| -------- | -------- | -------- | -------- | -------- | -------- | -------- | -------- |

| Januar | Januar | Januar | Januar | Januar | Januar | Januar | Januar |
| Kw     | Mo     | Di     | Mi     | Do     | Fr     | Sa     | So     |
| 1      | 1      | 2      | 3      | 4      | 5      | 6      | 7      |
| 2      | 8      | 9      | 10     | 11     | 12     | 13     | 14     |
| 3      | 15     | 16     | 17     | 18     | 19     | 20     | 21     |
| 4      | 22     | 23     | 24     | 25     | 26     | 27     | 28     |
| 5      | 29     | 30     | 31     |        |        |        |        |
| ------ | ------ | ------ | ------ | ------ | ------ | ------ | ------ |

| Februar | Februar | Februar | Februar | Februar | Februar | Februar | Februar |
| Kw      | Mo      | Di      | Mi      | Do      | Fr      | Sa      | So      |
| 5       |         |         |         | 1       | 2       | 3       | 4       |
| 6       | 5       | 6       | 7       | 8       | 9       | 10      | 11      |
| 7       | 12      | 13      | 14      | 15      | 16      | 17      | 18      |
| 8       | 19      | 20      | 21      | 22      | 23      | 24      | 25      |
| 9       | 26      | 27      | 28      |         |         |         |         |
| ------- | ------- | ------- | ------- | ------- | ------- | ------- | ------- |

| März | März | März | März | März | März | März | März |
| Kw   | Mo   | Di   | Mi   | Do   | Fr   | Sa   | So   |
| 9    |      |      |      | 1    | 2    | 3    | 4    |
| 10   | 5    | 6    | 7    | 8    | 9    | 10   | 11   |
| 11   | 12   | 13   | 14   | 15   | 16   | 17   | 18   |
| 12   | 19   | 20   | 21   | 22   | 23   | 24   | 25   |
| 13   | 26   | 27   | 28   | 29   | 30   | 31   |      |
| ---- | ---- | ---- | ---- | ---- | ---- | ---- | ---- |

| April | April | April | April | April | April | April | April |
| Kw    | Mo    | Di    | Mi    | Do    | Fr    | Sa    | So    |
| 13    |       |       |       |       |       |       | 1     |
| 14    | 2     | 3     | 4     | 5     | 6     | 7     | 8     |
| 15    | 9     | 10    | 11    | 12    | 13    | 14    | 15    |
| 16    | 16    | 17    | 18    | 19    | 20    | 21    | 22    |
| 17    | 23    | 24    | 25    | 26    | 27    | 28    | 29    |
| 18    | 30    |       |       |       |       |       |       |
| ----- | ----- | ----- | ----- | ----- | ----- | ----- | ----- |

| Mai | Mai | Mai | Mai | Mai | Mai | Mai | Mai |
| Kw  | Mo  | Di  | Mi  | Do  | Fr  | Sa  | So  |
| 18  |     | 1   | 2   | 3   | 4   | 5   | 6   |
| 19  | 7   | 8   | 9   | 10  | 11  | 12  | 13  |
| 20  | 14  | 15  | 16  | 17  | 18  | 19  | 20  |
| 21  | 21  | 22  | 23  | 24  | 25  | 26  | 27  |
| 22  | 28  | 29  | 30  | 31  |     |     |     |
| --- | --- | --- | --- | --- | --- | --- | --- |

| Juni | Juni | Juni | Juni | Juni | Juni | Juni | Juni |
| Kw   | Mo   | Di   | Mi   | Do   | Fr   | Sa   | So   |
| 22   |      |      |      |      | 1    | 2    | 3    |
| 23   | 4    | 5    | 6    | 7    | 8    | 9    | 10   |
| 24   | 11   | 12   | 13   | 14   | 15   | 16   | 17   |
| 25   | 18   | 19   | 20   | 21   | 22   | 23   | 24   |
| 26   | 25   | 26   | 27   | 28   | 29   | 30   |      |
| ---- | ---- | ---- | ---- | ---- | ---- | ---- | ---- |

| Juli | Juli | Juli | Juli | Juli | Juli | Juli | Juli |
| Kw   | Mo   | Di   | Mi   | Do   | Fr   | Sa   | So   |
| 26   |      |      |      |      |      |      | 1    |
| 27   | 2    | 3    | 4    | 5    | 6    | 7    | 8    |
| 28   | 9    | 10   | 11   | 12   | 13   | 14   | 15   |
| 29   | 16   | 17   | 18   | 19   | 20   | 21   | 22   |
| 30   | 23   | 24   | 25   | 26   | 27   | 28   | 29   |
| 31   | 30   | 31   |      |      |      |      |      |
| ---- | ---- | ---- | ---- | ---- | ---- | ---- | ---- |

| August | August | August | August | August | August | August | August |
| Kw     | Mo     | Di     | Mi     | Do     | Fr     | Sa     | So     |
| 31     |        |        | 1      | 2      | 3      | 4      | 5      |
| 32     | 6      | 7      | 8      | 9      | 10     | 11     | 12     |
| 33     | 13     | 14     | 15     | 16     | 17     | 18     | 19     |
| 34     | 20     | 21     | 22     | 23     | 24     | 25     | 26     |
| 35     | 27     | 28     | 29     | 30     | 31     |        |        |
| ------ | ------ | ------ | ------ | ------ | ------ | ------ | ------ |

| September | September | September | September | September | September | September | September |
| Kw        | Mo        | Di        | Mi        | Do        | Fr        | Sa        | So        |
| 35        |           |           |           |           |           | 1         | 2         |
| 36        | 3         | 4         | 5         | 6         | 7         | 8         | 9         |
| 37        | 10        | 11        | 12        | 13        | 14        | 15        | 16        |
| 38        | 17        | 18        | 19        | 20        | 21        | 22        | 23        |
| 39        | 24        | 25        | 26        | 27        | 28        | 29        | 30        |
| --------- | --------- | --------- | --------- | --------- | --------- | --------- | --------- |

| Oktober | Oktober | Oktober | Oktober | Oktober | Oktober | Oktober | Oktober |
| Kw      | Mo      | Di      | Mi      | Do      | Fr      | Sa      | So      |
| 40      | 1       | 2       | 3       | 4       | 5       | 6       | 7       |
| 41      | 8       | 9       | 10      | 11      | 12      | 13      | 14      |
| 42      | 15      | 16      | 17      | 18      | 19      | 20      | 21      |
| 43      | 22      | 23      | 24      | 25      | 26      | 27      | 28      |
| 44      | 29      | 30      | 31      |         |         |         |         |
| ------- | ------- | ------- | ------- | ------- | ------- | ------- | ------- |

| November | November | November | November | November | November | November | November |
| Kw       | Mo       | Di       | Mi       | Do       | Fr       | Sa       | So       |
| 44       |          |          |          | 1        | 2        | 3        | 4        |
| 45       | 5        | 6        | 7        | 8        | 9        | 10       | 11       |
| 46       | 12       | 13       | 14       | 15       | 16       | 17       | 18       |
| 47       | 19       | 20       | 21       | 22       | 23       | 24       | 25       |
| 48       | 26       | 27       | 28       | 29       | 30       |          |          |
| -------- | -------- | -------- | -------- | -------- | -------- | -------- | -------- |

| Dezember | Dezember | Dezember | Dezember | Dezember | Dezember | Dezember | Dezember |
| Kw       | Mo       | Di       | Mi       | Do       | Fr       | Sa       | So       |
| 48       |          |          |          |          |          | 1        | 2        |
| 49       | 3        | 4        | 5        | 6        | 7        | 8        | 9        |
| 50       | 10       | 11       | 12       | 13       | 14       | 15       | 16       |
| 51       | 17       | 18       | 19       | 20       | 21       | 22       | 23       |
| 52       | 24       | 25       | 26       | 27       | 28       | 29       | 30       |
| 1        | 31       |          |          |          |          |          |          |
| -------- | -------- | -------- | -------- | -------- | -------- | -------- | -------- |

## Ereignisse

### Politik und Weltgeschehen

#### Hugenottenkriege in Frankreich

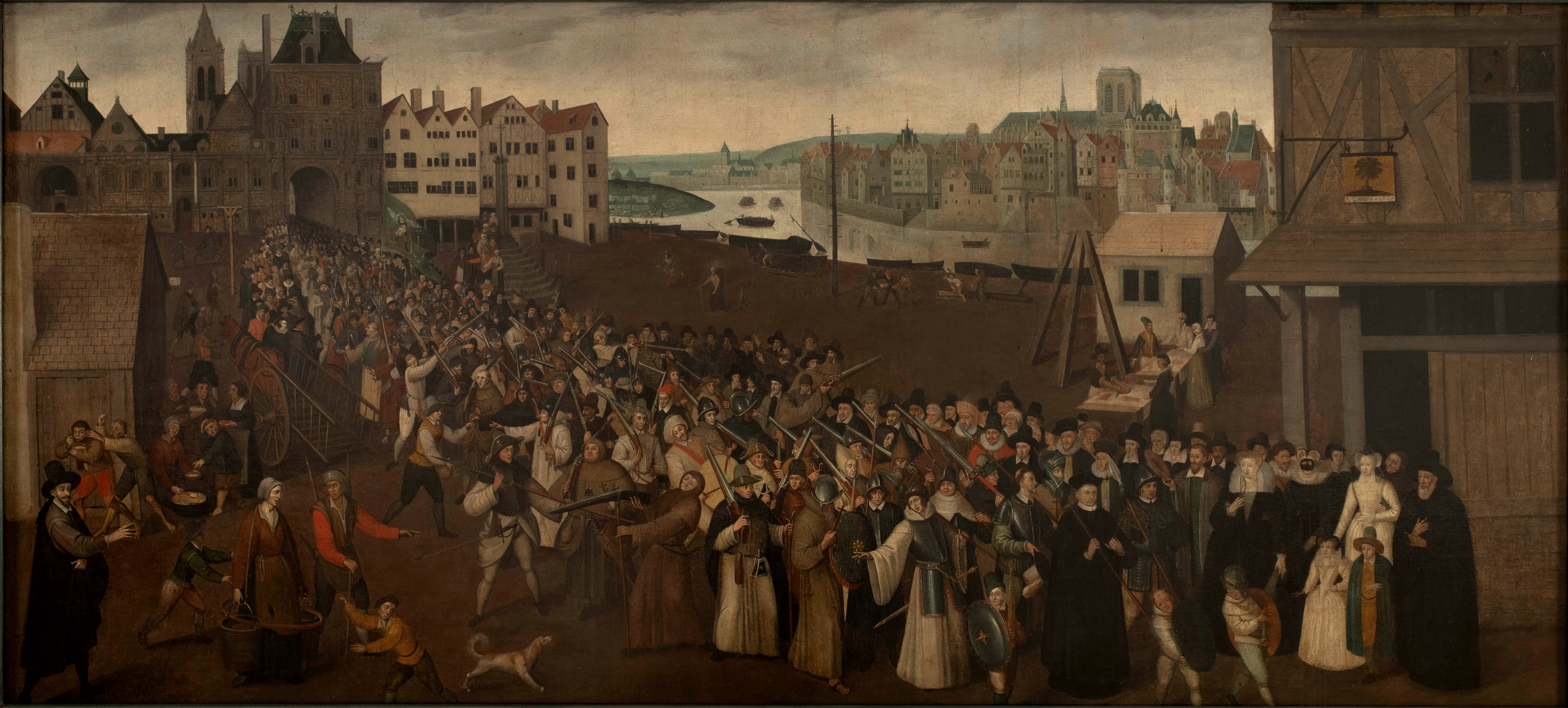
Prozession der Heiligen Liga in Paris 1590, Musée Carnavalet

- 14. März: Im Achten Hugenottenkrieg setzt sich in der Schlacht von Ivry beim Ort Ivry-la-Bataille in der Normandie Heinrich von Navarra mit seinen Truppen gegenüber den Einheiten der katholischen Liga unter dem Befehl des Herzogs Charles de Lorraine durch. Der Sieg ermöglicht dem späteren König das Vorrücken auf Paris.
- Die französische Hafenstadt Saint-Malo erklärt sich selbst zur unabhängigen Republik, die rund drei Jahre Bestand haben wird.

#### Achtzigjähriger Krieg

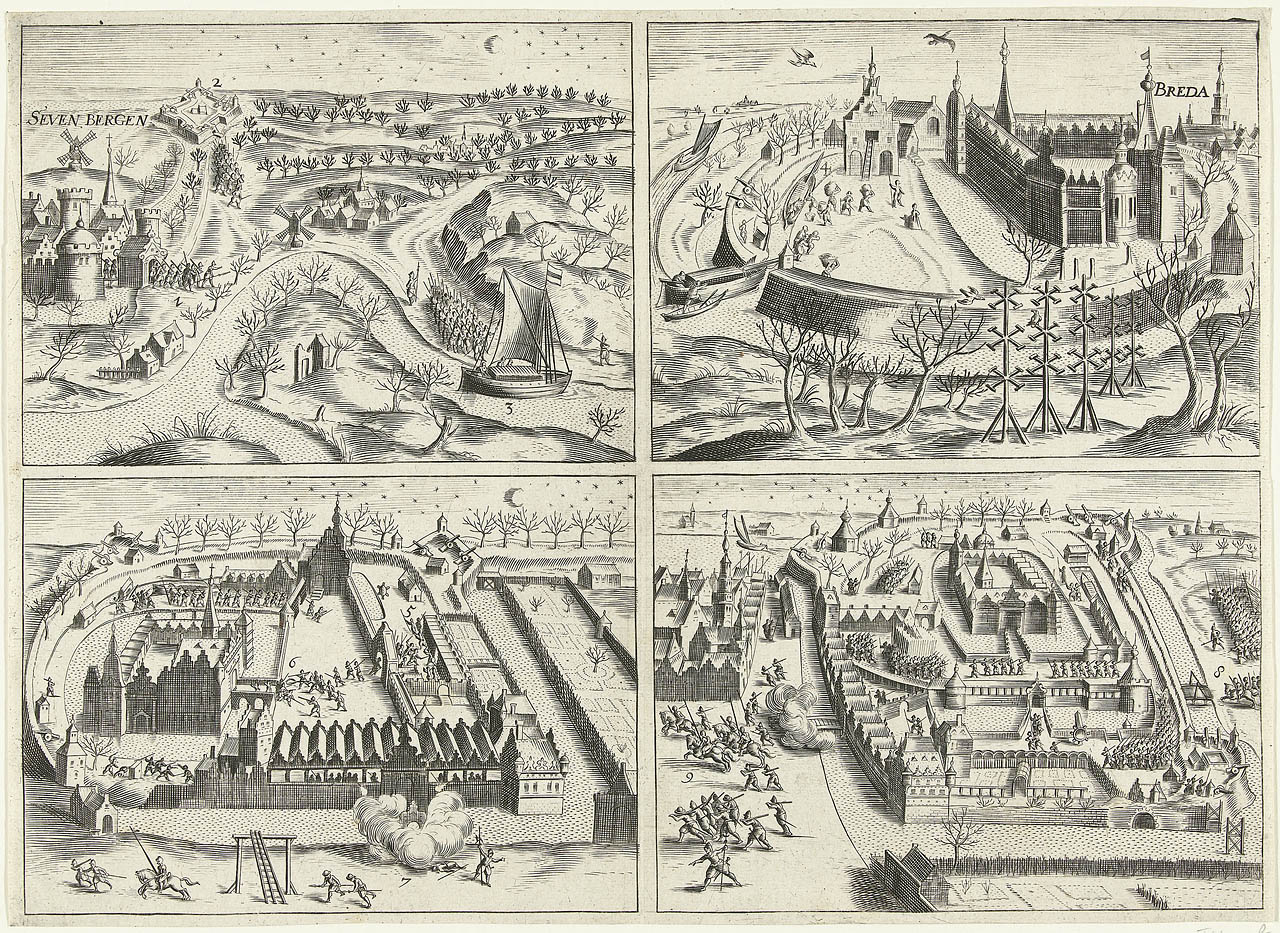
Die Eroberung von Breda

- Die Niederländer gehen im Krieg gegen Spanien in die Offensive, erobern Breda zurück und belagern Steenbergen.

#### Schottland
- 17. Mai: Nachdem Anna von Dänemark und James VI. von Schottland nach zwei Hochzeitszeremonien in Kopenhagen im Vorjahr im Januar in einer dritten Zeremonie auch in Edinburgh geheiratet haben, wird Anna in Holyrood zur Königin von Schottland gekrönt.

#### Osmanisches Reich
- 21. März: Mit einem Friedensvertrag wird der Osmanisch-Safawidische Krieg beendet. Dem Osmanischen Reich unter Murad III. wachsen im Friedensvertrag von Istanbul eroberte Gebiete im Kaukasus und bis zum Kaspischen Meer zu.

#### Amerika

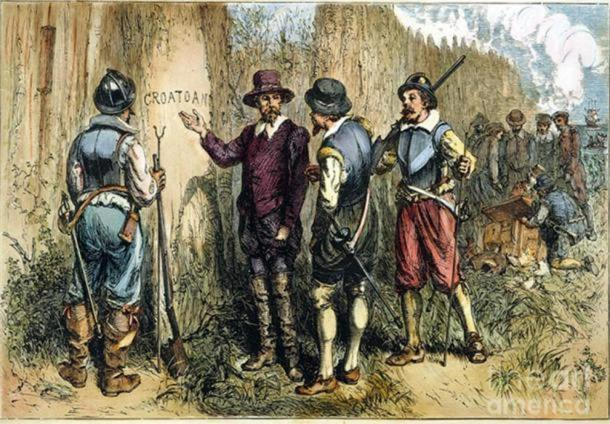
John White findet das Wort Croatoan

- 18. August: Bei seiner Rückkehr aus England nach dreijähriger Abwesenheit findet John White die Kolonie Roanoke in Nordamerika verlassen vor. Wo die 118 Menschen verblieben sind, bleibt ungeklärt, Spuren von Gewalt fehlen.

#### Asien

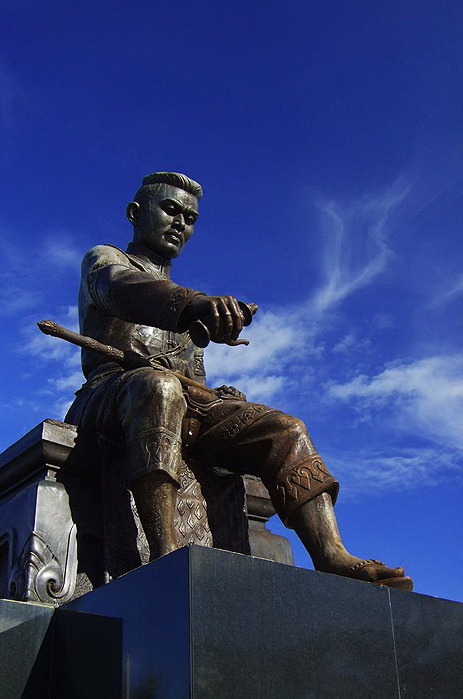
Statue von König Naresuan dem Großen

- Juli: Naresuan wird nach dem Tod seines Vaters Somdet Phrachao Sanphet I. König des siamesischen Königreichs Ayutthaya (heute: Thailand). Das Reich befindet sich in ständiger Auseinandersetzung mit dem benachbarten Birma.

### Wirtschaft
- Der Niederländer Hans Berenberg aus Antwerpen gründet mit seinem Bruder Paul in Hamburg ein Tuchhandelsunternehmen, aus dem sich später die Berenberg Bank entwickelt.
- In der portugiesischen Kolonie Angola werden erstmals Diamanten gefunden.

### Wissenschaft und Technik
- Galileo Galilei findet experimentell die Konstanz der Erdbeschleunigung: „Alle Körper fallen gleich schnell“.

### Kultur und Gesellschaft
- 21. Juni (Fronleichnam): Erstes erwähntes Auftreten einer Ritterrüstung beim Fronleichnamsumzug in Furth im Wald. Aus dem Umzug wird der Further Drachenstich, der als ältestes Volksschauspiel Deutschlands genannt wird.
- In Frankfurt am Main wird das Heldenbuch von Sigmund Feierabend gedruckt.
- Der Tübinger Rhetorikprofessor Erhard Cellius gibt die Tübinger Professorengalerie in Auftrag.
- Der persische Schah Abbas I. aus der Dynastie der Safawiden lässt südwestlich seiner künftigen Hauptstadt Isfahan den Prachtplatz Naqsch-e Dschahān anlegen. Er wird 1595 fertiggestellt.

### Religion

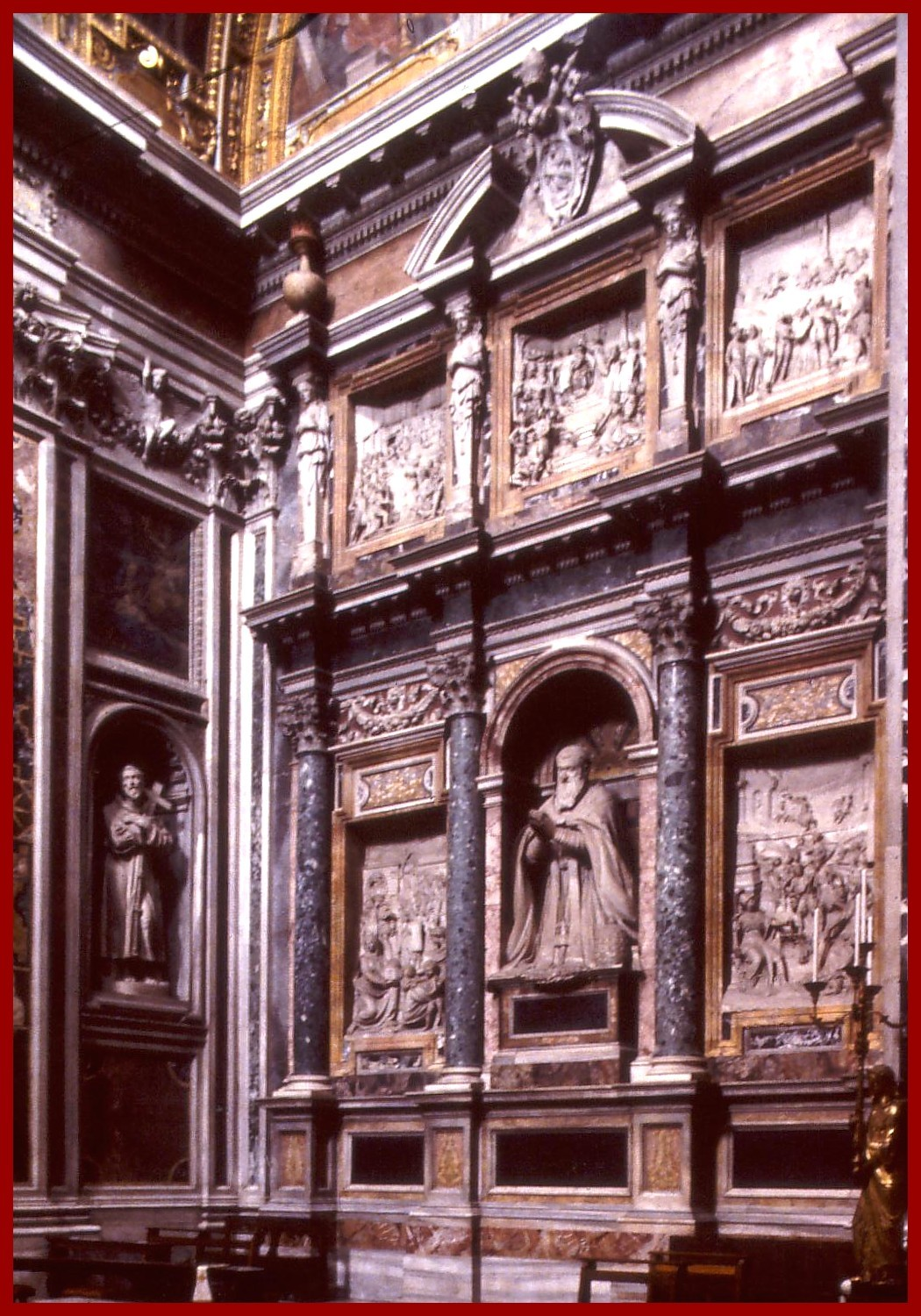
Grab von Sixtus V. in der Cappella Sistina in der Basilika Santa Maria Maggiore in Rom

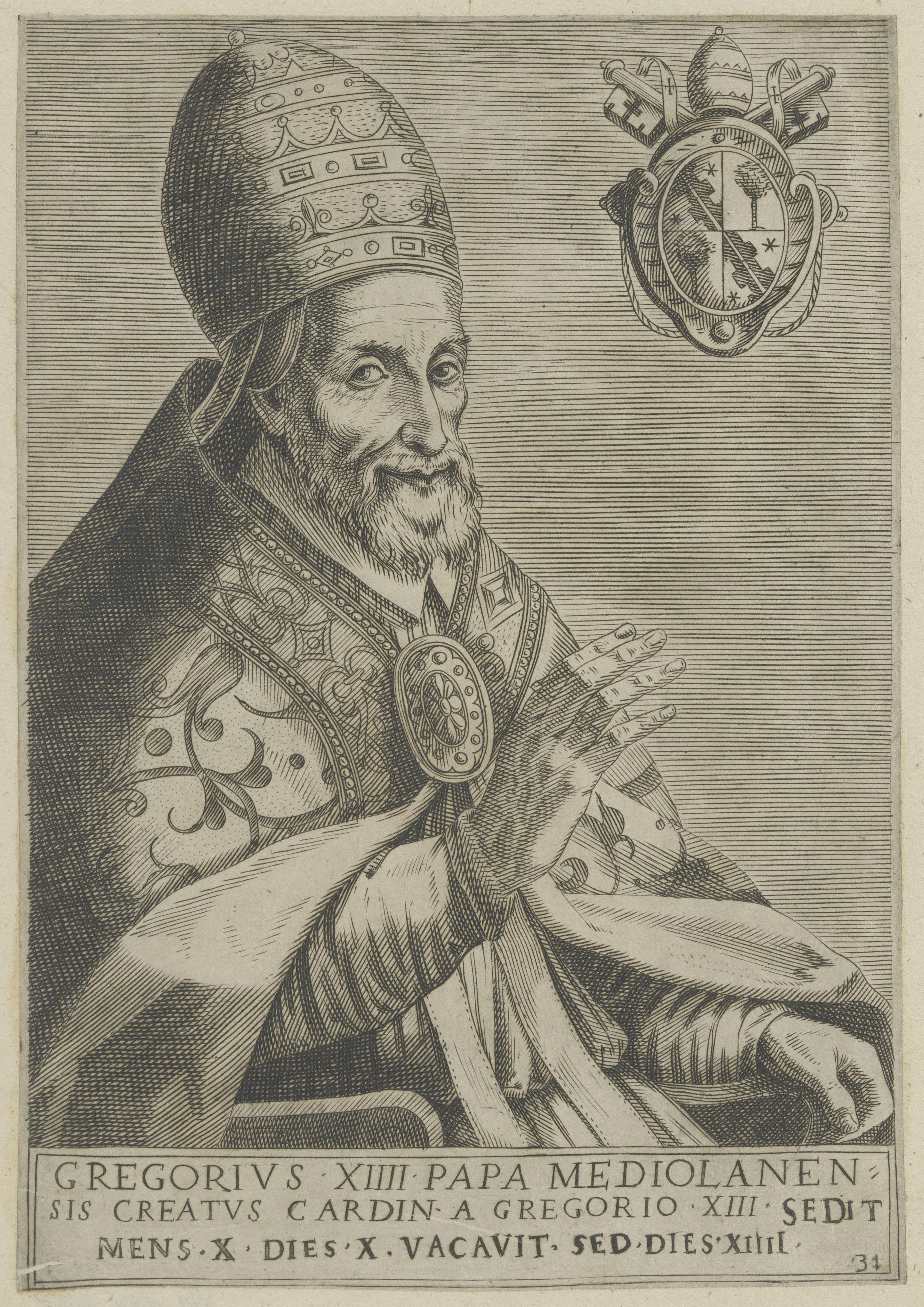
Papst Gregor XIV.

Nach über fünfjähriger Amtszeit stirbt Papst Sixtus V. am 27. August 68-jährig in Rom. Das Konklave wählt am 15. September den Großinquisitor der Römischen Inquisition, Giovanni Battista Castagna, zu seinem Nachfolger, der den Namen Urban VII. annimmt. Doch schon am Tag nach seiner Wahl erkrankt er, vermutlich an Malaria, und stirbt schließlich nach nur 12-tägigem Pontifikat am 27. September. Für die Wahl eines Nachfolgers benötigt das Konklave diesmal zwei Monate. Am 5. Dezember wird schließlich Niccolo Sfondrati zum dritten Papst des Jahres gewählt. Er wählt zu Ehren seines Vorgängers Gregor XIII., der ihn 1583 zum Kardinal ernannt hat, den Namen Gregor XIV. für sein Pontifikat.

### Katastrophen
Ein Erdbeben der Stärke 6,0 nach Richter südlich von Neulengbach erschüttert am 15. September Wien und Niederösterreich. Im knapp 300 Kilometer entfernten schlesischen Frankenstein zeigt der dortige Glockenturm erstmals Schieflage.

## Historische Karten und Ansichten

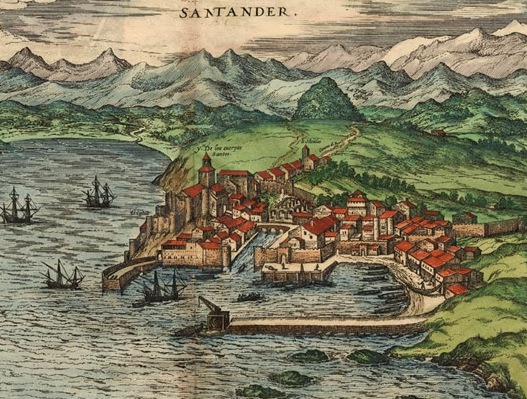
Santander um 1590

## Geboren

### Erstes Halbjahr
- 09. Januar: Simon Vouet, französischer Maler des Barock († 1649)
- 16. Januar: Johannes Steuber, deutscher Hebraist und Theologe († 1643)
- 26. Februar: Johann Lauremberg, niederdeutscher Schriftsteller († 1658)
- 21. März: Johannes Agricola, deutscher Arzt, Alchemist und Salinenfachmann († 1668)
- 25. März (getauft): Andries van Eertvelt, flämischer Maler († 1652)
- 29. März: Agnes Magdalene, Prinzessin von Anhalt-Dessau und Landgräfin von Hessen-Kassel († 1626)
- 29. März: Michiel Pauw, Amsterdamer Regierungsmitglied und Direktor der Niederländischen Westindien-Kompagnie († 1640)
- 000März: William Bradford, englischer Puritaner, Pilgervater, Mitbegründer und Gouverneur der Plymouth Colony († 1657)

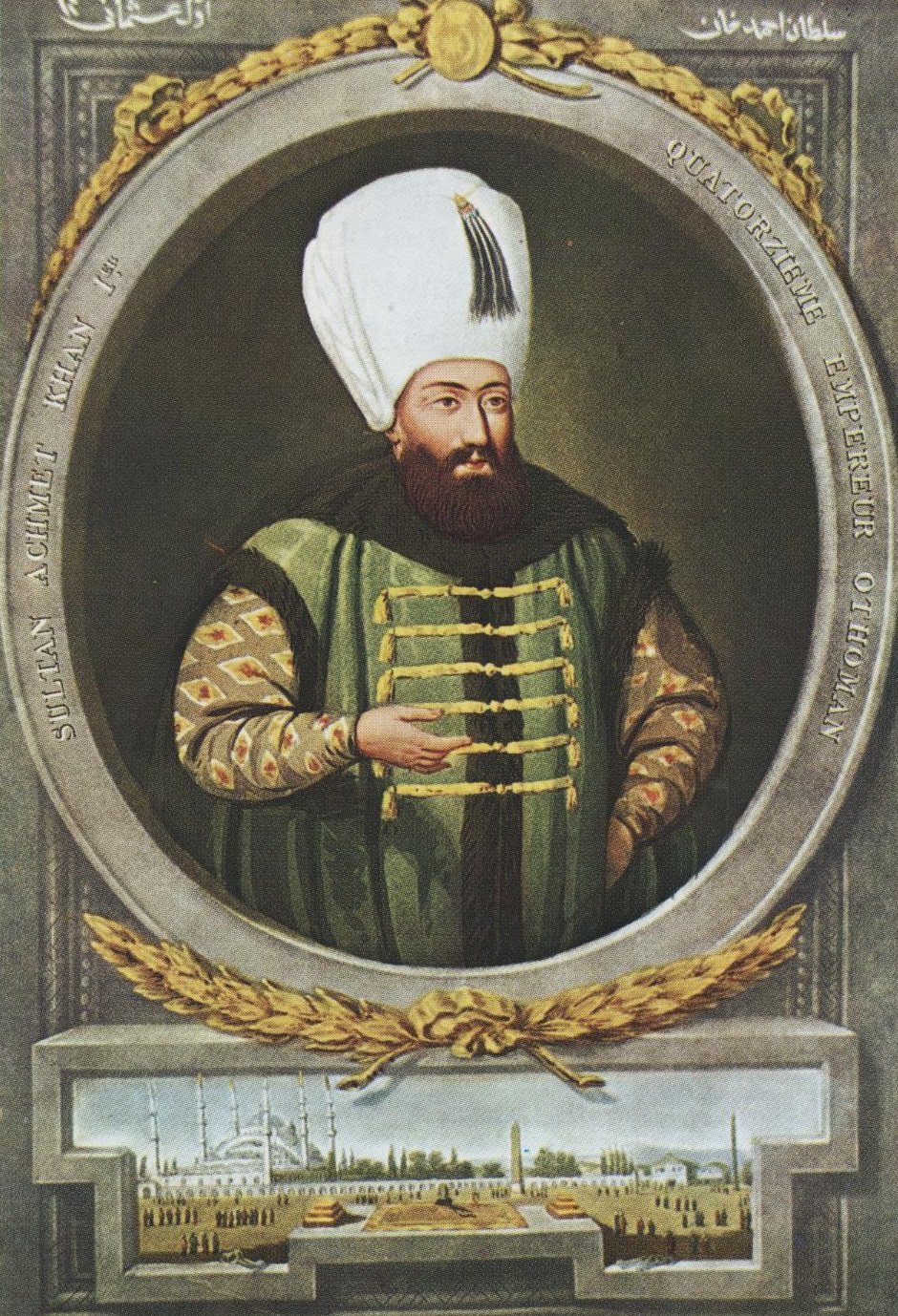
Ahmed I.

- 18. April: Ahmed I., Sultan des Osmanischen Reichs († 1617)
- 20. April: Christoph Lüthardt, Schweizer evangelischer Geistlicher und Hochschullehrer († 1663)
- 05. Mai: Johann Albrecht II., Herzog von Mecklenburg-Güstrow († 1636)
- 12. Mai: Cosimo II. de’ Medici, Großherzog von Toskana († 1621)
- 31. Mai: Frances Howard, englische Adlige († 1632)

### Zweites Halbjahr
- 13. Juli: Emilio Altieri, Papst unter dem Namen Clemens X. von 1670 bis 1676 († 1676)
- 28. Juli: Johannes Crocius, deutscher reformierter Theologe († 1659)
- 26. Juli: Johannes Crellius, deutscher sozinianischer Theologe und Pädagoge († 1633)
- 07. August: Karl von Österreich, Fürstbischof von Breslau und Bischof von Brixen († 1624)
- 09. August: John Webster, englischer Kolonist und Gouverneur der Colony of Connecticut († 1661)
- 12. August: Johann Ludwig, Fürst von Nassau-Hadamar und kaiserlicher Diplomat († 1653)
- 14. August: Johann Jacob von Königsegg-Rothenfels, Domherr in Köln († 1664)
- 14. August: Petrus Lucius, deutscher Buchdrucker († 1656)
- 17. August: Manuel de Moura, portugiesischer Adliger, Statthalter der habsburgischen Niederlanden († 1651)
- 19. August (getauft): Henry Rich, 1. Earl of Holland, englischer Peer, Politiker und Offizier († 1649)
- 20. August: Reinhard Scheffer der Jüngste, deutscher Jurist, Diplomat und Staatsmann († 1656)
- 25. September: David Blondel, französischer reformierter Theologe († 1655)
- 03. Oktober: Anna von Croÿ, geborene Herzogin von Pommern, letzte Angehörige des Greifengeschlechts († 1660)
- 11. Oktober: William Pynchon, stellvertretende Finanzverantwortliche der Massachusetts Bay Colony († 1662)
- 19. Oktober: Dorothea Sibylle von Brandenburg, Herzogin von Brieg († 1625)
- 09. November: Johann Matthäus Meyfart, deutscher lutherischer Theologe, Pädagoge und Kämpfer gegen die Hexenverfolgungen († 1642)
- 18. Dezember: Wilhelm Ludwig, Graf von Nassau-Saarbrücken († 1640)

### Genaues Geburtsdatum unbekannt
- Theophilus Eaton, englischer Siedler in Nordamerika († 1658)
- Daniel Mytens, englischer Maler († 1647)
- Giovanni Giacomo Porro, italienischer Komponist, Kapellmeister und Organist († 1656)
- Andre Ruffini, italienischer Steinmetz und Bildhauer († 1648)
- Songtham, König von Ayutthaya († 1628)

### Geboren um 1590
- Jonkheer Jacob van Eyck, niederländischer Musiker († 1657)
- Francis Seymour, 1. Baron Seymour of Trowbridge, englischer Politiker († 1664)
- Richard Zouch, englischer Richter und Politiker († 1661)

## Gestorben

### Erstes Halbjahr
- 07. Januar: Jakob Andreae, deutscher Theologe und Reformator (* 1528)
- 17. Januar: Andreas Franckenberger, deutscher Historiker und Rhetoriker (* 1536)
- 20. Januar: Giovanni Battista Benedetti, venezianischer Mathematiker, Physiker, Astronom, Architekt und Philosoph (* 1530)

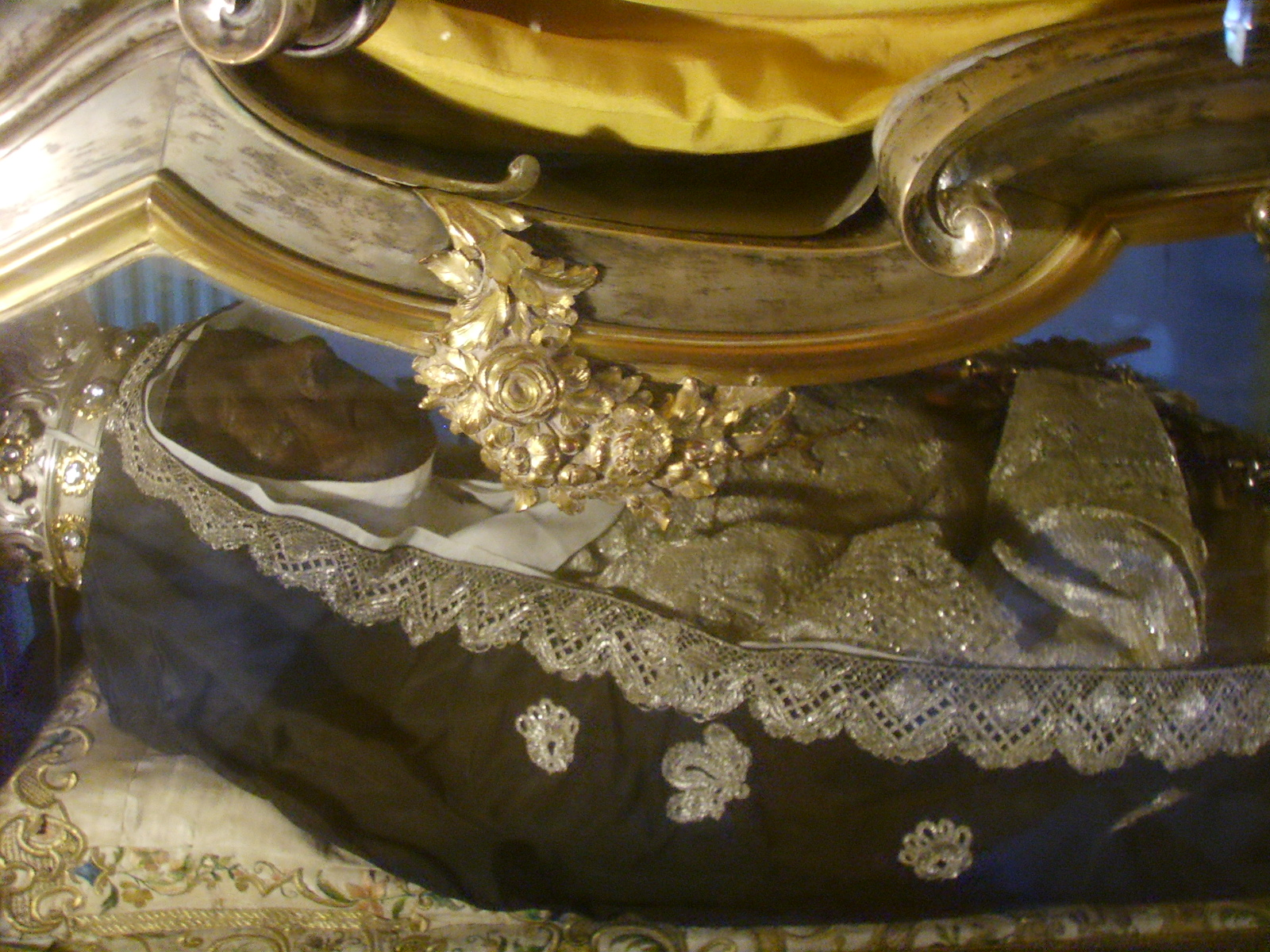
Reliquien der hl. Caterina in Prato

- 01. Februar: Caterina de’ Ricci, Florentiner Dominikanerin und Mystikerin, Heilige der katholischen Kirche (* 1522)
- 02. Februar: Martin Medek von Müglitz, Erzbischof von Prag (* 1538)
- 03. Februar: Germain Pilon, französischer Bildhauer (* um 1537)
- 04. Februar: Nicole de Savigny, Baronin von Saint-Remy und Mätresse des französischen Königs Heinrich II. (* 1535)
- 11. Februar: Balthasar Batthyány, ungarischer General (* 1543)
- 12. Februar: François Hotman, französischer Rechtsgelehrter, Philologe und calvinistischer Theologe (* 1524)
- 12. Februar: Heinrich XIII. von Pappenheim, erzherzoglicher Rat in Österreich sowie bayrischer Rat und Pfleger (* 16. Jahrhundert)
- 14. Februar: Gioseffo Zarlino, italienischer Musiktheoretiker und Komponist (* 1517)
- 19. Februar: Philipp IV., Graf von Hanau-Lichtenberg (* 1514)
- 04. März: Hedwig von Württemberg, Landgräfin von Hessen-Marburg (* 1547)
- 08. März: Christian Amport, Schweizer evangelischer Geistlicher und Hochschullehrer (* um 1540)
- 14. März: Philip von Egmond, Graf von Egmond, Fürst von Gavere, Baron von Gaesbeek sowie Heer von Purmerend, Purmerland und Ilpendam (* 1558)

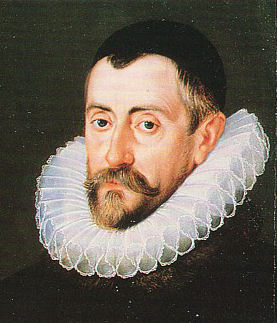
Francis Walsingham, Ölgemälde von John de Critz (um 1587)

- 02. April: Elisabeth von Sachsen, Pfalzgräfin von Simmern (* 1552)
- 06. April: Francis Walsingham, englischer Adeliger, Diplomat und Politiker; begründete den britischen Geheimdienst und vereitelte mehrere Attentate auf Elisabeth I. von England (* 1532)
- 12. April: Samuel Apiarius, Schweizer Buchdrucker und Musikverleger (* um 1530)
- 09. Mai: Charles I. von Bourbon, Kardinal, Erzbischof von Rouen und päpstlicher Legat von Avignon (* 1523)
- 10. Juni: François du Plessis de Richelieu, französischer Diplomat (* 1548)
- Anfang Juni: Blasius Amon, österreichischer Sänger, Komponist und Franziskaner (* um 1558)
- 000Juni: Maha Thammaracha, Herrscher des siamesischen Königreiches von Ayutthaya (* 1514)

### Zweites Halbjahr
- 04. Juli: Adrian Albinus, deutscher Rechtswissenschaftler (* 1513)
- 10. Juli: Karl II., Erzherzog von Innerösterreich aus dem Haus Habsburg (* 1540)
- 22. Juli: Leone Leoni, italienischer Bildhauer, Goldschmied und Medailleur (* 1509)
- 23. Juli: Barbara Lierheimer, deutsche Hebamme, Opfer der Nördlinger Hexenverfolgung

Statue von Papst Sixtus V. über dem Portal des Palazzo Comunale in Fermo

- 03. August: Giovanni Trevisan, Patriarch von Venedig (* 1503)
- 17. August: Jakob III., Markgraf von Baden-Hachberg, Tod nach Giftmordanschlag mit Arsenik (* 1562)
- 27. August: Felice Peretti di Montalto, unter dem Namen Sixtus V. Papst (* 1521)
- 28. August: Guillaume de Saluste du Bartas, französischer Schriftsteller (* 1544)
- 30. August: Johann Agricola, deutscher Theologe (* um 1530)
- 09. September: Rebekka Lemp, Opfer der Hexenverfolgung in Nördlingen (* 1550)
- 20. September: Lodovico Agostini, italienischer Komponist, Sänger, Priester und Lehrer (* 1534)
- 27. September: Giambattista Castagna, unter dem Namen Urban VII. Papst vom 15. bis zum 27. September 1590 (* 1521)
- 04. Oktober: Federico Cornaro, Kardinal der römisch-katholischen Kirche und Bischof von Padua (* 1531)
- 04. Oktober: Jacques Cujas, französischer Jurist (* 1522)
- 12. Oktober: Kanō Eitoku, japanischer Maler (* 1543)
- 16. Oktober: Anna von Österreich, Herzogin von Bayern (* 1528)
- 18. Oktober: Philipp, Herzog von Schleswig-Holstein-Gottorf (* 1570)
- 23. Oktober: Bernardino de Sahagún, spanischer Missionar und Ethnologe (* 1499)
- 18. November: George Talbot, 6. Earl of Shrewsbury, englischer Adeliger und Wächter von Maria Stuart (* um 1528)
- 19. November: Girolamo Zanchi, italienischer Theologe und Reformator (* 1516)
- 29. November: Philipp Nicodemus Frischlin, deutscher Humanist und Dramatiker (* 1547)
- 000November: Gilbert Gifford, englischer Doppelagent (* 1560)
- 05. Dezember: Johann Habermann, deutscher lutherischer Theologe, Erbauungsschriftsteller und Hebraist (* 1516)
- 14. Dezember: Margarethe Seybold, Opfer der Hexenverfolgung im fränkischen Weißenburg im Nordgau
- 20. Dezember: Ambroise Paré, französischer Chirurg (* um 1510)

### Genaues Todesdatum unbekannt
- Sophia von Alvensleben, Äbtissin des Klosters Althaldensleben (* 1516)
- Jean-Baptiste Androuet du Cerceau, französischer Architekt (* zwischen 1544 und 1547)
- Christina von Dänemark, Herzogin von Mailand und Herzogin von Lothringen (* 1521)
- Beatriz de Estrada, spanische Adelige in Neu-Galicien (* um 1524)
- Martín Ruiz de Gamboa, spanischer Konquistador, Gouverneur von Chile (* 1533)
- Hōjō Ujimasa, japanischer Daimyō und Clan-Oberhaupt (* 1538)
- Álvaro Manrique de Zúñiga, spanischer Kolonialverwalter, Vizekönig von Neuspanien (* um 1540)
- Marietta Robusti, „La Tintoretta“, venezianische Malerin, Tochter Tintorettos (* 1554/55)
- Jacobus Tabernaemontanus, deutscher Mediziner und Botaniker (* 1522)